# Didymosphaeria enormis
Didymosphaeria enormis är en lavart som beskrevs av Grove 1930. Didymosphaeria enormis ingår i släktet Didymosphaeria och familjen Didymosphaeriaceae.   Inga underarter finns listade i Catalogue of Life.